# Joan Oliver i Sallarès
Joan Oliver i Sallarès, noto anche con lo pseudonimo di Pere Quart (Sabadell, 29 novembre 1899 – Barcellona, 18 giugno 1986), è stato un poeta, drammaturgo e giornalista spagnolo, considerato uno dei poeti e drammaturghi più importanti della letteratura catalana del XX secolo.

## Biografia

### La famiglia d'origine
Joan Oliver i Sallarès –figlio di Antoni Oliver i Turull e di Dolors Sallarès i Soler– nacque il 29 novembre del Sabadell da una distinta famiglia della borghesia industriale della città. Il suo bisnonno paterno era Pere Oliver i Salt, sindaco di Sabadell, grande proprietario terriero e uno dei fondatori e primo presidente della Caixa d'Estalvis de Sabadell. Un altro bisnonno era l'industriale e uomo politico Pere Turull i Sallent, conosciuto a Madrid come El Rico Catalán. Il bisnonno materno era l'industriale tessile Joan Sallarès i Marra, uno dei fondatori dell'Istituto Industriale di Sabadell e del Banc de Sabadell. Il nonno materno era Joan Sallarès i Pla, uno dei promotori del Foment del Treball alla fine del XIX secolo, propulsore del protezionismo in tutto lo Stato e uno dei fondatori del Banc de Sabadell.

### Infanzia e giovinezza
Joan Oliver era il quarto di dieci fratelli. Quando aveva due anni, la famiglia si trasferì in una casa-fabbrica con giardino che Oliver descrisse in diverse occasioni: "Era il nostro piccolo regno, il nostro paradiso", diceva. Tra il 1909 e il 1916 studiò presso l’Istituto degli Escolapis de Sabadell, (Scuole Pie). A soli 13 anni pubblicò la prima poesia in catalano e nel 1918 scrisse il primo libro di poesie, con disegni di suo fratello Antonio. Tra il 1916 e il 1921 studiò Diritto all'Università di Barcellona.

### Il gruppo di Sabadell
Nel 1918, insieme al romanziere Francesc Trabal e al poeta e critico Armand Obiols, creò un gruppo chiamato Colla de Sabadell' che univa influenze avanguardiste ad un umorismo locale, al gusto per il rigore e per l'opera ben fatta di derivazione novecentista e ad uno stile provocatorio e ribelle che rifiutava la borghesia. Le loro riunioni erano la parodia di un gruppo chiamato Círcol Sabadellès frequentato dai ricchi della città. Il gruppo creò anche l'Associazione di Musica di Sabadell, che lavorò insieme alle altre 18 associazioni simili per sostenere i migliori artisti da camera del momento ed introdurre l'avanguardia musicale francese in Catalogna.

### Il giornale
Nel 1923 cominciò a pubblicare testi e poesie sul quotidiano Diari de Sabadell, di cui fu redattore e direttore. Utilizzò il quotidiano – dove scrisse sotto diversi pseudonimi – come trampolino di lancio per presentarsi al pubblico come scrittore.

### Prime pubblicazioni
Nel 1925 fondò la casa editrice Edicions La Mirada, che pubblicherà fino al 1931 18 volumi e fogli sparsi. Nel 1926 Joan Oliver si stabilì a Barcellona e pubblicò nel 1928 il suo primo libro di prosa, Una tragèdia a Lil·liput, un ritratto della borghesia catalana e dei movimenti sociali riferiti alla situazione di Sabadell. Nel marzo 1931 si rappresentò per la prima volta la sua prima opera teatrale Una mena d’orgull al Teatro Colom di Sabadell. Nel 1934 le edizioni Contraban di Sabadell pubblicarono la sua raccolta di poesie Les decapitacions, per la quale egli recuperò lo pseudonimo di Pere Quart, derivante dal suo secondo nome di battesimo e dal fatto di essere il quarto figlio, che aveva utilizzato negli anni venti. Nel 1936 pubblicò il Bestiari, con cui vinse il premio Joaquim Folguera.

### Guerra Civile ed esilio
Durante la Guerra Civile Spagnola si schierò apertamente dalla parte repubblicana. Fu nominato presidente dell'Associazione di Scrittori Catalani, filiale della Unione Generale dei Lavoratori, e fu autore del testo dell'inno dell'Esercito Popolare Catalano. Cofondatore e direttore di pubblicazione dell'Institució de les Lletres Catalanes, fu uno degli organizzatori del Servizio di Biblioteche al fronte. Tutto questo significò la rottura definitiva con il suo passato borghese e la nascita di un forte impegno politico, etico e sociale. In quest'epoca nascono la poesia Oda a Barcelona (di chiara tendenza nazionalista e rivoluzionaria) e l'opera teatrale La fam (che tratta i problemi della rivoluzione portati avanti da comunisti e anarchisti).
Nel gennaio del 1939, quando l'occupazione di Barcellona da parte dell’esercito golpista era imminente, molti scrittori furono obbligati a fuggire per salvarsi la vita. La loro situazione era problematica non solo dal punto di vista culturale, ma anche perché molti di loro erano direttamente coinvolti con il governo della Generalitat de Catalunya e nelle file repubblicane. In quell’inverno, particolarmente duro, gli scrittori catalani ed altre migliaia di esiliati raggiunsero la frontiera francese e si stabilirono inizialmente nel Sud della Francia e poi in un centro d’accoglienza vicino a Parigi. Avevano lasciato una guerra, ma ben presto ne scoppiò un'altra: nel settembre del 1939 iniziava la Seconda Guerra Mondiale e nel giugno del 1940 i Tedeschi occupavano Parigi. Joan Oliver finì così a Saint-Cyr-sur-Morin e infine s'imbarcò con altri rifugiati sulla nave Florida e raggiunse prima Buenos Aires e poi Santiago del Cile, dove visse otto anni, fondando la casa editrice El Pi de les Tres Branques. Durante gli anni d'esilio continuò la sua missione di intellettuale impegnato con la sua epoca e il suo Paese. Collaborò con la rivista Catalunya (pubblicata a Buenos Aires) e diresse Germanor (pubblicata in Cile).

### Resistenza
Nel 1948 Joan Oliver tornò a Barcellona, dove imperavano l'autoritarismo e la repressione franchista. Poco dopo il suo arrivo subì una perquisizione, gli fu ritirato il passaporto e fu imprigionato per due mesi e mezzo. Non molto tempo dopo perse la moglie Conxita Riera, morta di leucemia. È in questo periodo che scrisse Saló de tardor e Terra de naufragis, continuando a tradurre opere di teatro e a lavorare nella stamperia di famiglia. Tradusse e adattò opere di diversi autori tra cui Anton Cechov, Bernard Shaw, Samuel Beckett o Bertolt Brecht e tre anni dopo ricevette dal presidente della Repubblica Francese un premio per la traduzione in catalano del Misantropo di Molière. Nel 1955 cominciò a dirigere una collezione di romanzi catalani per le edizioni Aymà.
Successivamente collaborò a fondare l'Agrupació Dramàtica de Barcelonae si sposò in seconde nozze con Eulàlia Serra, da cui ebbe un'unica figlia, Silvia. Le sue opere come drammaturgo non ebbero il successo sperato; una delle più riuscite di questo periodo è Ball robat, che venne in seguito adattata dalla televisione spagnola. Nel 1959 apparve la sua opera più rappresentativa, Vacances pagades (Premio Lletra d'Or, 1962). È un'opera scettica e sarcastica, che mostra il grande impegno di Joan Oliver nella realtà sociale e politica del Paese. L'autore fa una critica forte al capitalismo, alla società dei consumi e al regime franchista. L'opera divenne un punto di riferimento per tutta una generazione di poeti che adottarono il suo stile di poesia sociale. Oliver acquisì progressivamente notorietà come figura contraria al regime e simbolo della lotta antifranchista. Partecipò attivamente ad atti come "La Caputxinada" – in cui recitò la poesia "Vaca suïssa" e il grido "Jo sóc la vaca de la mala llet!" ossia “Io sono la mucca ribelle!”, che non si lascia mungere passivamente, si convertì in un grido di speranza; pronunciò il discorso di chiusura al Primo Festival Popolare di Poesia Catalana il 25 aprile del 1970, dove gridò “Libertà, libertà, libertà” mentre la polizia circondava il luogo dell'evento. Nel 1970 ricevette il Premi d'Honor de les Lletres Catalanes.

### Ripristino della democrazia
Nel novembre 1980 fu organizzato un evento in suo onore a cui parteciparono molti poeti da tutta la Spagna e nel 1981 gli fu conferita la Medaglia d'Oro della Città di Sabadell, che egli riconosceva come sua patria. Chiese, tuttavia, che fosse in materiale diverso dall'oro. Alla morte del dittatore Franco e al conseguente ripristino della democrazia Oliver si era dimostrato deluso dalla classe politica dominante, tanto che nel 1982 rifiutò l'onorificenza della Croce di San Jordi e, quando dopo anni di direzione letteraria delle Edizioni Proa si trovò senza pensione, promosse una delle prime rivendicazioni degli scrittori professionisti ed assunse una posizione molto critica nei confronti delle blande politiche culturali catalane nel post franchismo.

### Morte
Joan Oliver morì a Barcellona il 18 giugno 1986, alcuni mesi dopo aver subito un intervento chirurgico, dal quale non riuscì a riprendersi. Fu sepolto in forma totalmente privata, secondo il suo desiderio, nella città natale di Sabadell, quattro giorni prima delle elezioni generali spagnole. Egli stesso aveva scritto il suo annuncio funebre, che fu pubblicato ad esequie avvenute. La morte di Oliver avvenne quando ancora pendeva sul suo capo una causa giudiziaria “per aver offeso l'onore militare durante una intervista televisiva”.

### Lascito
Nel Barcellona, in occasione del centenario della sua nascita, vennero nuovamente rappresentate alcune delle opere e delle sue traduzioni teatrali, tra cui Aspettando Godot di Samuel Beckett. Poesie di Oliver sono state poste in musica da cantautori come Lluís Llach, Joan Manuel Serrat, Raimon, Ovidi Montllor, Sílvia Pérez Cruz, Carles Belda e ciò ha contribuito a rendere più popolare la sua immagine. L'opera di Joan Oliver è stata tradotta in tedesco, inglese, castigliano, sloveno, ungherese, italiano, giapponese, neerlandese, portoghese, russo, serbo-croato, svedese e cinese. A Sabadell sono diverse le dediche a Joan Oliver: due edifici (il Casal Pere Quart e l'Auditori Pere Quart), l'Istituto Joan Oliver e il Concorso Letterario Joan Oliver, Pere Quart. Dal 1987 al 2010 il Comune di Sabadell e la Casa Editrice La Campana hanno indetto il Premi Pere Quart d'humor i sàtira. Inoltre, l'Arxiu Històric de Sabadell conserva il lascito di Joan Oliver, conferito da sua figlia Sílvia a partire dal 1996. Barcellona gli ha dedicato una via e alla Vila Olímpica si trova la Biblioteca Joan Oliver. A lui è dedicato anche un Bibliobus, una biblioteca ambulante che fornisce il servizio nelle zone dei Pirenei. Nel occasione del trentesimo anniversario della morte dello scrittore, la città di Sabadell ha realizzato molte manifestazioni in suo onore.

## Opere
La produzione di Joan Oliver è molto variegata. La sua poesia è influenzata dal Realismo: predomina un tono scettico, dovuto agli effetti tragici della Guerra Civile e al conseguente esilio forzato all'estero. Lo stile narrativo è spesso caratterizzato dall'ironia contro tutte le convenzioni prestabilite.

### Teatro
Come drammaturgo, Oliver sfruttò in tutti i modi le più timide aperture del regime franchista per recuperare il teatro catalano. Le sue opere più importanti sono Primera representació e Ball robat.
- Gairebé un acte o Joan, Joana i Joanet, 1929
- Una mena d'orgull, 1931
- Cataclisme, 1935. Barcelona. El Nostre Teatre, 1935 / Barcelona: Randez, 1935.
- El 30 d'abril, 1935
- Allò que tal vegada s'esdevingué, Barcelona: La Rosa dels Vents, 1936 / Barcelona: Aymà, 1970 / Barcelona: Edicions 62, 1987 / Terrassa: Centre d'Art Dramàtic del Vallès, 1996 / Barcelona: Educaula, 2010.
- Cambrera nova, 1937 (escrita el 1928)[6]
- La fam Barcelona: Institució de les Lletres Catalanes, 1938 / Barcelona: Aymà, 1975 / Barcelona: Proa, 2003. estrenada al Teatre Poliorama de Barcelona)
- L'amor deixa el camí ral, 1947
- Quasi un paradís, 1951
- La barca d'Amílcar, 1958
- Ball robat, 1958
- Primera representació, 1959
- Tercet en Re, El Pont, núm. 13, 1959.
- Tres comèdies. Barcelona: Selecta, 1960.
- Noè al port d'Hamburg, 1966.
- Quatre comèdies en un acte. Barcelona: Aymà, 1970.
- Vivalda i l'Àfrica tenebrosa i Cambrera nova, 1970.
- El roig i el blau, 1985.
- Trenta d'abril, 1987.
- Ball robat de Joan Oliver (i altres). Barcelona: Edicions 62 / La Caixa, 1995.
- Ball robat [intr. Helena Mesalles]. Barcelona: Proa, 1995 / [intr. Francesc Foguet i Boreu]. Barcelona: Proa, 2005.
- Ball robat seguit d'Escena d'alcova [cur. Lluís Busquets i Garabulosa]. Barcelona: La Magrana, 1996.
- Això guixa, 1999.
- Ària del Diumenge, 1999.

### Poesia
- Les decapitacions. Sabadell: Contraban, 1934 / Barcelona: Proa, 1978 / Madrid: Bruño, 1993.
- Oda a Barcelona. Barcelona: Comissariat de Propaganda, 1936.
- Bestiari. Barcelona: Departament de Cultura, 1937 / Barcelona: Proa, 1969 (4ª ed.) / Barcelona: Edicions 62, 1989.
- Saló de tardor. Santiago de Xile: El Pi de les Tres Branques, 1947 / Barcelona: Proa, 1983.
- Poesia de Pere Quart. Barcelona: Aymà, 1949.
- Terra de naufragis. Barcelona: Proa, 1956.
- Vacances pagades. València: Diputació de València, 1961 / Barcelona: Proa, 1972.
- Dotze aiguaforts i un autoretrat de Josep Granyer. Barcelona: Monografies de la Rosa Vera, 1962.
- Obra de Pere Quart. Barcelona: Fontanella, 1963.
- Circumstàncies. Barcelona: Proa, 1968.
- Quatre mil mots. Barcelona: Proa, 1977.
- Poesia empírica. Barcelona: Proa, 1981.
- Poemes escollits. Barcelona: Edicions 62 / La Caixa, 1983.
- Refugi de versos. Barcelona: Proa, 1987.
- Antologia. Barcelona: Proa, 1982 / Barcelona: Barcanova, 1993 / Barcelona: Diputació de Barcelona, 1996.
- Els millors poemes. Barcelona: Columna, 1998
- Pingüí (poesia infantil i juvenil). Barelona: Cruïlla, 2004.

### Narrativa breve
- Una tragèdia a Lil·liput. Sabadell: Fundació La Mirada, 1928.
- Contraban. Barcelona: La Rosa dels Vents, 1937.
- Biografia de Lot i altres proses. Barcelona: Fontanella, 1963 / Barcelona: La Magrana, 1983.
- Dos textos. Barcelona: Cafè Central, 1999.
- Tres contes. Sabadell: Fundació La Mirada, 2002.

### Traduzioni o adattamenti
- Pigmalió, di Bernard Shaw
- Tot esperant Godot, di Samuel Beckett
- El criat de dos amos, di Carlo Goldoni
- L'òpera dels tres rals, di Bertolt Brecht
- Un barret de palla d'Itàlia, di Eugène Labiche
- Anònim venecià, di Giuseppe Berto
- Ubú, rei, di Alfred Jarry
- El misantrop, di Molière
- El tartuf, di Molière
- El banyut imaginari di Molière
- L'hort dels cirerers, di Anton Čecho

### Critica letteraria o saggi
- El mestre Fabra, recordat. Barcelona: [s.n.], 1969.
- Francesc Trabal, recordat. Sabadell: Fundació La Mirada, 1999.
- Notícia biogràfica d'Armand Obiols. Sabadell: Fundació La Mirada, 1999.
- Pròlegs

### Epistolari
- Joan Oliver / Josep Ferrater i Mora: Joc de cartes (1948-1984). A cura d'Antoni Turull. Barcelona: Edicions 62, 1988.
- Joan Oliver / Xavier Benguerel: 'Epistolaris 1942-1984. A cura de Lluís Busquets i Grabulosa. Barcelona: Proa, 1999.

### Discografia
- L'oriol (Remei Margarit). Barcelona: Edigsa, 1963.
- Romanço del fill de vídua (Els tres tambors). Belter, 1966.
- La croada (Núria Espert). Dins: Poetes catalans contemporanis. Madrid: Discos Aguilar GDE 10-112, 1966.
- El burgès (Francesc Pi de la Serra). Barcelona: Edigsa, 1967.
- Oda a Barcelona (Núria Espert). Barcelona: Edigsa, 1967.
- Poesia de Pere Quart: dotze poemes dits per l'autor. Barcelona: Edigsa, 1968.
- Cançó lirona / Vaca suïssa (Tricicle). Concèntric, 1970.
- Bestiari (La Trinca). Barcelona: Edigsa, 1972.
- Una vaca amb un vedellet en braços (Raimon). Dins: T'adones, amic?. París: Le Chant du Monde CDX 74523, 1974.
- Corrandes d'exili (Ovidi Montllor). Dins: A Alcoi, 1974.
- Decapitació XII (Ramon Muntaner). Dins: Cròniques, 1977.
- Un ase considera el globus terraqüi (Celdoni Fonoll). Dins: He heretat l'esperança, 1978.
- Assaig de plagi a la taverna (Celdoni Fonoll). Dins: Traginer de cançons, 1981.
- Diversos poemes (Celdoni Fonoll). Dins: Recital 1000, 1984.
- Infants (Joan Manuel Serrat). Dins: Fa 20 anys que tinc 20 anys, 1984.
- Corrandes d'exili (Lluís Llach). Dins: T'estimo. Barcelona: Ariola, 1984.
- Utopia (Miquel Pujadó). Dins: Ambaixador d'enllà, 1990.
- Joan Oliver recita Pere Quart. Barcelona: Audiovisuals de Sarrià, D-133.

### Opere complete
- Obres completes de Joan Oliver. Obra poètica Barcelona: Proa, vol. I, 1975. (2ª ed. 1999)
- Obres completes de Joan Oliver. Teatre original. Barcelona: Proa, vol. II, 1977. (2ª ed. 1999)
- Obres completes. Versions de teatre. Barcelona: Proa, vol. III, 1989.
- Obres completes de Joan Oliver. Obres en prosa. Barcelona: Proa, vol. IV, 1999.

### Premi e riconoscimenti
- 1936 - Joaquim Folguera per Bestiari
- 1938 - Premio Teatre Català de la Comèdia per La fam
- 1951 - Premio ai Jocs florals de París per la traduzione in catalano del Misantropo di Molière
- 1955 - Óssa Menor per Terra de naufragis
- 1957 - Premio Guimerà de Mèxic per Terra de naufragis
- 1959 - Ausiàs March di poesia di Gandia per Vacances pagades
- 1960 - Martí Peydró per Temps, records
- 1962 - Premio Lletra d'Or per Vacances pagades
- 1970 - Premio d'Honor de les Lletres Catalanes
- 1980 
  - Medaglia della Città di Sabadell
  - Premio Ciutat de Barcelona[25]
- 1981 - Letteratura Catalana della Generalitat di Catalogna di poesia per Poesia empírica
- 1982
  - Premio Josep Maria de Sagarra di traduzione teatrale per Ubú, rei
  - 1982 - Rifiuta la Creu de Sant Jordi